# Црква Св. апостола Петра и Павла у Лешници
Црква Св. апостола Петра и Павла у Лешници је под заштитом Завода за заштиту споменика културе Ваљево. С обзиром да представља значајну историјску грађевину, проглашена је непокретним културним добром Републике Србије.

## Историја
Црква Св. апостола Петра и Павла у Лешници је подигнута 1874. године и конципирана је као једнобродна грађевина са осмостраном куполом мањих димензија, апсидом на истоку која је споља тространа и изнутра полукружна и две певнице полукружног облика које су утопљене у правоугаону масу зида. Храм је грађен од опеке са базом од туцаника, малтерисан и обојен у бело. Главни портал је једноставне профилације са украсом у плитком рељефу, завршен тимпаноном док су северни и јужни портал богатије профилисани са троугластим забатима и крстовима у темену. Симетрија западне фасаде је наглашена издуженим полукружно завршеним слепим нишама у којима су иконе заштитника храма. У цркви се налази иконостас из 1901. године који су осликали Светозар и Олга Крџалић. У порти се северно од улаза налази двадесет и три споменика родољуба који су погинули у Првом и Другом светском рату. Црква Св. апостола Петра и Павла је саграђена под јаким утицајем српске црквене архитектуре која је развијена на подручју Подунавља, док се у обликовању ентеријера следио модел који је био актуелан у сакралној уметности Кнежевине Србије.